# Espido Freire
María Laura Espido Freire (ur. 16 lipca 1974 w Bilbao) – hiszpańska pisarka. Jej pseudonimem pisarskim są jej ostatnie imię i nazwisko.

## Życiorys
Maria Freire postanowiła poświęcić swoje młode lata na studiowanie muzyki poważnej i występy sceniczne w jej zakresie. Otrzymała stopień profesora z filologii angielskiej Uniwersytetu Deusto. Jej pasją na zawsze pozostała jednak muzyka, zwłaszcza dawna.
Jako najmłodsza hiszpańska pisarka otrzymała nagrodę Planeta. Współpracuje z takimi dziennikami jak „El Pais” czy „El Mundo”, z radiem i telewizją. Jest także tłumaczką.
Jest także obrończynią praw zwierząt i członkinią organizacji GATA. Ostatnio brała udział w cyklu konferencji poświęconym zniesieniu korridy. 
Najbardziej znanymi powieściami Freire są Irlanda i Zmrożone Brzoskwinie.
Freire jest żoną hiszpańskiego kompozytora i matką dwóch córek: Agnes i Luizy.

## Książki
- Irlanda (Barcelona, wyd. Planeta, 1998)
- Donde siempre es octubre (Barcelona, wyd. Seix Barral, 1999)
- Zmrożone brzoskwinie (Melocotones helados, nagroda Premio Planeta w 1999; Barcelona, wyd. Planeta, 1999)
- Diabulus in musica (Barcelona, wyd. Planeta, 2001)
- Nos espera la noche (Madryt, wyd. Alfaguara, 2003
- La diosa del pubis azul (Barcelona, wyd. Planeta, 2005) wspólnie z Raúlem del Pozo

1. Soria Moria (XXXIX Premio Ateneo de Sevilla); Sevilla, Algaida Editores, 2007. ISBN 978-84-206-6889-5.
2. Hijos del fin del mundo: De Roncesvalles a Finisterre (IV Premio Llanes de Viajes); (Madrid, Imagine Ediciones, 2009). 220 páginas, ISBN 978-84-96715-28-8

- La flor del Norte (2011)
- Quería volar (2014)
- Para vos nací (2015)